# Terence Crawford
Terence Allan Crawford (ur. 28 września 1987 w Omaha, Nebraska) – amerykański bokser, były zawodowy mistrz świata wszystkich czterech najważniejszych federacji wagi lekkopółśredniej (do 140 funtów) WBC, WBO, IBF i WBA. Zunifikowany zawodowy mistrz świata tychże czterech najważniejszych organizacji w wadze półśredniej. Aktualny mistrz świata WBA i WBO Interim w kategorii junior średniej.

## Kariera zawodowa
Karierę zawodową rozpoczął 14 marca 2008 roku, nokautując w pierwszej rundzie Briana Cummingsa. Kolejne osiemnaście walk również zakończył na swoją korzyść, aż czternastu rywali pokonując przed czasem.
Pierwszy poważny zawodowy sprawdzian Crawford miał przejść w marcu 2013 roku, kiedy to zmierzył się z doświadczonym Breidisem Prescottem (26-4, 20 KO). Test ten wypadł dla Amerykanina okazale, bo "Bud" pokonał swojego oponenta wyraźnie na punkty. Terence zgarnął za ten występ największą na tamten moment w karierze gażę w wysokości 125 tysięcy dolarów. Warto również dodać, że starcie z Kolumbijczykiem było pierwszym w karierze Crawforda pojedynkiem rozegranym na dystansie 10 rund.
15 czerwca 2013 roku podjął w Dallas Alejandro Sanabrię (34-1-1, 25 KO). Stawką pojedynku był tytuł WBO NABO oraz status oficjalnego pretendenta do tytułu mistrza świata. Crawford wygrał tę walkę przez TKO w 6 rundzie.
1 marca 2014 roku otrzymał pierwszą w karierze szansę wywalczenia tytułu zawodowego mistrza świata, podejmując w Glasgow faworyta gospodarzy, obrońcę pasa WBO Ricky'ego Burnsa (36-2-1, 11 KO). Terence przeważał przez zdecydowanie większą część walki i sędziowie jednogłośnie orzekli o jego zwycięstwie punktując 116-112, 117-111, 116-112.
W czerwcu 2014 roku przystąpił do pierwszej obrony tytułu, pokonując przed czasem w 9 rundzie niepokonanego wcześniej Kubańczyka Yuriorkisa Gamboę (23-0, 16 KO). "Bud" miał w tej walce swojego rywala trzykrotnie na deskach.
Po czterech kolejnych udanych obronach mistrzowskiego pasa przystąpił do starcia unifikacyjnego z posiadaczem tytułu WBC Ukraińcem Wiktorem Postołem (28-0, 12 KO) i zwyciężył ten pojedynek jednogłośnie na punkty (118-107, 117-108, 118-107).
10 grudnia 2016 roku stanął w szranki ze swoim rodakiem Johnem Moliną Jr (29-6, 21 KO), nokautując go w 8 rundzie.
20 maja 2017 roku w Madison Square Garden w Nowym Jorku pokonał przez RTD w 10 rundzie byłego olimpijczyka, reprezentanta Dominikany Felixa Diaza (19-1, 9 KO).
19 sierpnia 2017 roku w Lincoln w walce unifikacyjnej wszystkich czterech najważniejszych federacji – WBC, WBA, IBF i WBO – spotkał się z championem z Namibii Juliusem Indongo (22-1, 11 KO), nokautując go w trzeciej rundzie.
9 czerwca 2018 w MGM Grand w Las Vegas, spotkał się z mistrzem WBO w wadze półśredniej Jeffem Hornem (18-0-1, 12 KO). Wygrywając przez techniczny nokaut w dziewiątej rundzie i zdobywając tytuł  WBO w wadze półśredniej. Pojedynek został przerwany przez sędziego.
13 października 2018  w Omaha wygrał przez techniczny nokaut w dwunastej rundzie z Jose Benavidezem Jr (27-0, 18 KO).
20 kwietnia 2019 w nowojorskiej Madison Square Garden pokonał przed czasem w szóstej rundzie Amira Khana (33-5, 20 KO) i obronił tytuł mistrza świata wagi półśredniej federacji WBO.
14 grudnia 2019 w Madison Square Garden w kolejnej obronie  pokonał przed czasem w  dziewiątej rundzie  Litwina Egidijusa Kavaliauskasa (21-1-1, 17 KO)
14 listopada 2020 w Las Vegas pokonał przez techniczny nokaut w czwartej rundzie Kella Brooka (39-3, 27 KO) i obronił po raz czwarty tytuł mistrza świata.
20 listopada 2021 w Mandalay Bay Resort & Casino w Las Vegas obronił tytuł mistrza świata federacji WBO kategorii półśredniej. Jego przeciwnikiem był Shawn Porter który został poddany przez narożnik w 10 rundzie. Do momentu przerwania walki karty punktowe przedstawiały się następująco: 87-84, 86-85, 86-85 dla Crawforda. W 2 rundzie Porter dwa razy leżał na deskach.
10 grudnia 2022 w CHI Health Center, Omaha obronił tytuł mistrza świata federacji WBO kategorii półśredniej. Jego przeciwnikiem był David Avanesyan który został znokautowany w 6 rundzie. Do momentu przerwania walki karty punktowe przedstawiały się następująco: 50-45, 50-45, 50-45 dla Crawforda. 
29 lipca 2023 w T-Mobile Arena w Las Vegas zunifikował tytuły mistrza świata federacji WBC, WBA, IBF oraz WBO w wadze półśredniej, pokonując przez TKO w 9. rundzie niepokonanego wcześniej Errola Spence Jr (28-1, 22 KO).
3 sierpnia 2024 na BMO Stadium w Los Angeles wywalczył tytuły mistrza świata WBA i WBO Interim w kategorii junior średniej. W pojedynku o te pasy pokonał po zaciętym pojedynku na punkty Israila Madrimowa (10-1-1, 7 KO).